# Lepeophtheirus mugiloidis
Lepeophtheirus mugiloidis is een eenoogkreeftjessoort uit de familie van de Caligidae. De wetenschappelijke naam van de soort is voor het eerst geldig gepubliceerd in 1986 door Villalba.